# 1565
1565 (MDLXV) fue un año común comenzado en lunes del calendario juliano.

## Acontecimientos
- 11 de enero: El conquistador español Miguel López de Legazpi toma posesión de las Carolinas Orientales, hoy islas Marshall.
- 1 de marzo: Fundación de Río de Janeiro.
- 31 de mayo: Primera Fundación de San Miguel de Tucumán, en Ibatín.
- 18 de mayo: Comienza el Gran Sitio de Malta, entre los Caballeros Hospitalarios con la ayuda del Imperio español, y las fuerzas otomanas.
- 15-29 de junio: Vistas de Bayona. Reunión en la cumbre entre los reyes de Francia (Carlos IX, bajo gobierno de Catalina de Medici) y España (Felipe II, representado por su esposa, Isabel de Valois, acompañada del duque de Alba).
- 27 de agosto: Real Audiencia de Chile es creada e instalada en la ciudad de Concepción.
- 28 de agosto: Pedro Menéndez de Avilés desembarca en la Florida, donde fundará San Agustín (el asentamiento europeo permanente más antiguo, ocupado hoy, en Estados Unidos).
- 11 de septiembre: Termina el Gran Sitio de Malta con la victoria decisiva de las fuerzas cristianas, los otomanos se retiran de la isla y ya no intentarán capturarla más.
- Fecha desconocida: Móstoles recibe la independencia respecto de Toledo gracias al privilegio de Villazgo del rey Felipe II

## Nacimientos
- 2 de abril: Cornelis de Houtman, marino y explorador neerlandés (f. 1599)
- Pedro Díaz Morante - Calígrafo y secretario de Felipe II de España.

## Fallecimientos
- 9 de diciembre: Pío IV, papa italiano (n. 1499).
- 13 de diciembre: Conrad Gessner, botánico, biólogo y naturalista suizo (n. 1516)
- Lodovico Ferrari, matemático italiano.
- Pedro de la Gasca, sacerdote, político y militar español.
- Juan Vásquez de Coronado, adelantado y conquistador español, pacificador de Costa Rica (n. 1523).